# Цвікау (район)
Район Цвікау (нім. Landkreis Zwickau) — район у Німеччині, у землі Саксонія. Підпорядкований адміністративному округу Хемніц. Центр району — місто Цвікау. Виник 1 серпня 2008 внаслідок реформи громад із колишніх районів Цвікау, Кемніцер-Ланд та міста Цвікау.

## Населення
Населення району становить 312 033 осіб (станом на 31 грудня 2020).

## Адміністративний поділ
Район складається з 14 міст і 19 громад (нім. Gemeinden).
Дані про населення наведені станом на 31 грудня 2020.
| Міста: 1. Вальденбург (4059) 2. Вердау (20471) 3. Вільденфельс (3565) 4. Вількау-Гаслау (9531) 5. Гартенштайн (4503) 6. Глаухау (21965) 7. Гоенштайн-Ернстталь (14310) 8. Кірхберг (8166) 9. Кріммічау (18167) 10. Лімбах-Оберфрона (23711) 11. Ліхтенштайн (11087) 12. Меране (13934) 13. Оберлунгвіц (5851) 14. Цвікау (87516) | Громади: 1. Бернсдорф (2180) 2. Гартманнсдорф-бай-Кірхберг (1378) 3. Герсдорф (3926) 4. Гіршфельд (1143) 5. Деннгеріц (1286) 6. Занкт-Егідін (3257) 7. Калленберг (4932) 8. Крініцберг (1852) 9. Лангенбернсдорф (3548) 10. Лангенвайсбах (2464) 11. Ліхтентанне (6260) 12. Мюльзен (10922) 13. Нідерфрона (2243) 14. Нойкірхен/Пляйсе (3872) 15. Обервіра (1004) 16. Райнсдорф (7349) 17. Ремзе (1627) 18. Фрауройт (5065) 19. Шенберг (889) |